# Karel Beyers
Karel Beyers, né à Brasschaat le 12 mars 1943 et mort le 3 avril 2020, est un footballeur international belge actif durant les années 1960. Il joue toute sa carrière au Royal Antwerp Football Club, où il occupe le poste d'attaquant puis d'arrière droit.

## Carrière en club
Karel Beyers fait ses débuts dans l'équipe première de l'Antwerp à l'âge de 18 ans. Il dispute un match amical contre le KFC Herentals le 15 août 1961, au cours duquel il inscrit deux buts et débute en championnat trois semaines plus tard. Il s'impose directement dans le onze de base de l'équipe et est appelé à deux reprises en équipe nationale juniors en 1962. Deux ans plus tard, il joue une rencontre amicale avec les « Diables Rouges » contre la Suisse.
Bien qu'il soit un buteur prolifique, Karel Beyers est replacé ensuite au poste d'arrière latéral droit, qu'il occupera jusqu'à la fin de sa carrière. De 1964 à 1968, l'Antwerp se qualifie chaque année pour la Coupe des villes de foires, l'ancêtre de l'actuelle Ligue Europa. Malheureusement, la saison 1967-1968 du club est désastreuse et voit l'équipe terminer à l'avant-dernière place, synonyme de relégation, une première dans son histoire. Malgré cela, le joueur reste fidèle à ses couleurs et aide son club à remonter parmi l'élite nationale après deux saisons, grâce à une place de vice-champion de Division 2. Karel Beyers joue encore pendant quatre ans au plus haut niveau puis décide de mettre un terme à sa carrière de joueur en 1974, avant l'arrivée (officielle) du football professionnel en Belgique.

### Statistiques
| Saison                | Club                  | Championnat           | Championnat | Championnat | Coupe(s) nationale(s) | Coupe(s) nationale(s) | Compétition(s) continentale(s) | Compétition(s) continentale(s) | Compétition(s) continentale(s) | Total | Total |
| Saison                | Club                  | Division              | M.          | B.          | M.                    | B.                    | Comp.                          | M.                             | B.                             | M.    | B.    |
| 1961-1962             | R. Antwerp FC         | Division 1            | 30          | 12          | 0                     | 0                     | -                              | 0                              | 0                              | 30    | 12    |
| 1962-1963             | R. Antwerp FC         | Division 1            | 26          | 5           | 0                     | 0                     | -                              | 0                              | 0                              | 26    | 5     |
| 1963-1964             | R. Antwerp FC         | Division 1            | 28          | 11          | 4                     | 5                     | -                              | 0                              | 0                              | 32    | 16    |
| 1964-1965             | R. Antwerp FC         | Division 1            | 20          | 1           | 0                     | 0                     | C3                             | 2                              | 0                              | 22    | 1     |
| 1965-1966             | R. Antwerp FC         | Division 1            | 13          | 3           | 1                     | 0                     | C3                             | 2                              | 0                              | 16    | 3     |
| 1966-1967             | R. Antwerp FC         | Division 1            | 19          | 8           | 1                     | 0                     | C3                             | 4                              | 1                              | 24    | 9     |
| 1967-1968             | R. Antwerp FC         | Division 1            | 26          | 1           | 2                     | 1                     | C3                             | 2                              | 0                              | 30    | 2     |
| 1968-1969             | R. Antwerp FC         | Division 2            | 23          | 5           | 3                     | 1                     | -                              | 0                              | 0                              | 26    | 6     |
| 1969-1970             | R. Antwerp FC         | Division 2            | 18          | 3           | 3                     | 1                     | -                              | 0                              | 0                              | 21    | 4     |
| 1970-1971             | R. Antwerp FC         | Division 2            | 18          | 1           | 2                     | 2                     | -                              | 0                              | 0                              | 20    | 3     |
| 1971-1972             | R. Antwerp FC         | Division 2            | 4           | 0           | 0                     | 0                     | -                              | 0                              | 0                              | 4     | 0     |
| 1972-1973             | R. Antwerp FC         | Division 2            | 5           | 0           | 1                     | 0                     | -                              | 0                              | 0                              | 6     | 0     |
| 1973-1974             | R. Antwerp FC         | Division 2            | 3           | 1           | 0                     | 0                     | -                              | 0                              | 0                              | 3     | 1     |
| Total sur la carrière | Total sur la carrière | Total sur la carrière | 233         | 51          | 17                    | 10                    | -                              | 10                             | 1                              | 260   | 62    |

## Carrière en équipe nationale
Karel Beyers compte une convocation et un match joué en équipe nationale belge. Celui-ci a lieu le 15 avril 1964 contre la Suisse. Il a également disputé deux rencontres avec les moins de 19 ans en 1962.

### Liste des sélections internationales
Le tableau ci-dessous reprend toutes les sélections de Karel Beyers. Le score de la Belgique est toujours indiqué en gras.
| Date       | Compétition  | Adversaire | Lieu   | Score | Remarque |
| ---------- | ------------ | ---------- | ------ | ----- | -------- |
| 15/04/1964 | Match amical | Suisse     | Genève | 2-0   |          |

## Famille
Karel Beyers est le fils de Louis Beyers, dont le père, prénommé également Karel, a repris l'usine de torréfaction De Schutter en 1880 et lui a donné son nom. Lors du décès de son père en 1937, Louis Beyers reprend la direction de l'entreprise avec ses trois frères. En 1964, Karel Beyers, en parallèle à sa carrière de joueur, entre dans la direction de l'entreprise familiale.